# Olifanten
Olifanten zijn grote zoogdieren uit de familie van de Elephantidae binnen de orde van de slurfdieren (Proboscidea). Traditioneel worden er twee soorten erkend, de Afrikaanse olifant (Loxodonta africana) en de Aziatische olifant (Elephas maximus). Uit DNA-studies is vastgesteld dat de Afrikaanse olifanten bestaan uit twee aparte soorten, respectievelijk de savanneolifant (Loxodonta africana) en de bosolifant (Loxodonta cyclotis).
Olifanten komen verspreid voor in Afrika ten zuiden van de Sahara en in het zuiden en zuidoosten van Azië. Zij zijn de enige nog levende soorten van de slurfdieren, uitgestorven zijn onder andere de mammoeten en mastodonten. Olifanten zijn de grootste levende landdieren. De mannelijke Afrikaanse olifanten kunnen een hoogte van 4 m en een massa van 7000 kg bereiken. Deze dieren hebben verschillende onderscheidende kenmerken, zoals een slurf die wordt gebruikt voor vele doeleinden, met name voor het grijpen van voorwerpen. Hun snijtanden groeien uit tot slagtanden en dienen als hulpmiddelen voor het verplaatsen van objecten, het graven en als wapen tijdens gevechten. De grote oorflappen van de olifant worden gebruikt om de temperatuur van het lichaam te regelen. Afrikaanse olifanten hebben grotere oren en een holle rug, terwijl Aziatische olifanten kleinere oren hebben een bolle of rechte rug.
Stropers schieten de olifanten voor het ivoor van hun slagtanden. Ivoorhandel is een van de belangrijkste bedreigingen voor wilde olifantpopulaties. Vanwege hun onmiskenbare uiterlijk en intelligente gedrag spelen olifanten een rol in kunst, religie, mythologie en populaire cultuur.

## Classificatie

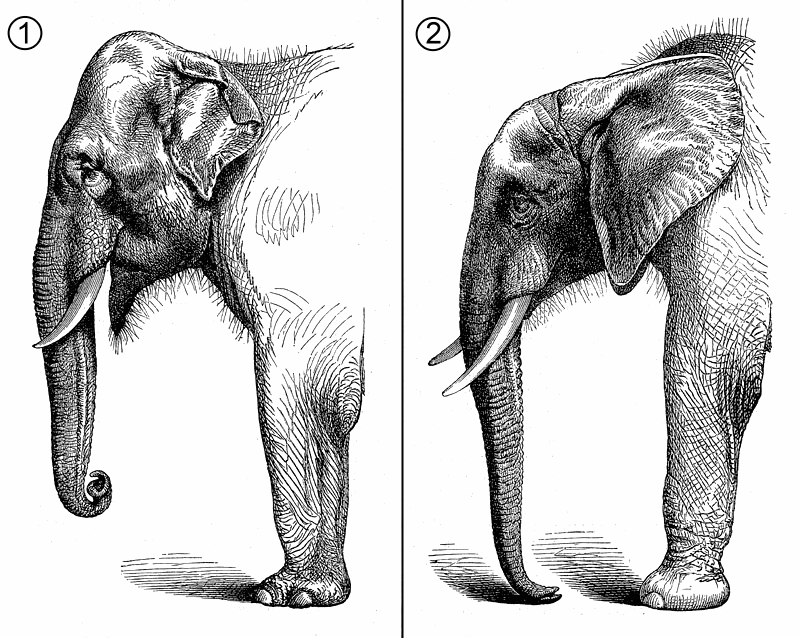
Vergelijking van de kop en voorkant van het lichaam van de Aziatische olifant (1) en de Afrikaanse olifant (2)

Olifanten behoren tot de familie Elephantidae en de orde Proboscidea. Hun naaste verwanten zijn de bestaande zeekoeien en de klipdassen waarmee ze de clade Paenungulata vormen binnen de superorde Afrotheria. Olifanten en zeekoeien worden verder geklasseerd in de clade Tethytheria. Traditioneel worden twee olifantensoorten erkend: de Afrikaanse olifant (Loxodonta africana) uit subsaharisch Afrika en de Aziatische olifant (Elephas maximus) uit Zuid- en Zuidoost-Azië. Afrikaanse olifanten hebben grotere oren, een ronde rug, meer gerimpelde huid, en twee vingerachtige uiteinden op het puntje van hun slurf. De Aziatische olifant heeft kleinere oren, een bolle rug, gladdere huid en één vingerachtig uiteinde op de punt van de slurf. De ronde ribbels op de kiezen zijn smaller bij de Aziatische olifanten, terwijl die van de Afrikaanse olifant meer ruitvormig zijn. Daarnaast heeft de Aziatische olifant bulten op zijn kop en een aantal depigmentatievlekken.
Er bestaat twijfel over de verwantschap van de uitgestorven Mammuthus enerzijds en Loxodonta of Elephas anderzijds. Sommige DNA-studies suggereren dat Mammuthus meer verwant is aan Loxodonta, andere wijzen op een nauwere verwantschap met Elephas. Morfologie ondersteunt de hypothese dat Mammuthus en Elephas zustertaxa vormen, terwijl vergelijkingen van de eiwitten albumine en collageen aantonen dat alle drie de geslachten in gelijke mate verwant zijn aan elkaar. Sommige wetenschappers geloven dat een gekloond embryo van een mammoet zich zou kunnen ontwikkelen in de baarmoeder van een Aziatische olifant.
Carl Linnaeus beschreef in 1758 als eerste het genus Elephas en een olifant uit het toenmalige Ceylon onder de binomiale naam Elephas maximus. In 1798 classificeerde Georges Cuvier de Indische olifant onder de binomiale naam Elephas indicus. Zoöloog Coenraad Jacob Temminck beschreef de Sumatraanse olifant in 1847 onder de binomiale naam Elephas sumatranus. Zoöloog Frederick Nutter Chasen classificeerde ze alle drie als ondersoorten van de Aziatische olifant in 1940.

### Verschillen tussen soorten en ondersoorten
Aziatische olifanten variëren geografisch in hun kleur en de mate van depigmentatie. De Sri Lankaanse olifant (Elephas maximus maximus) leeft in Sri Lanka, de Indische olifant (E. m. indicus) is inheems in het vasteland van Azië (op het Indische subcontinent en Indochina), en de Sumatraanse olifant (E. m. sumatranus) komt voor op Sumatra. Een betwiste ondersoort, de Borneodwergolifant, leeft in het noorden van Borneo en is kleiner dan alle andere ondersoorten, maar met grotere oren, een langere staart, en rechte slagtanden. Hij werd beschreven door de zoöloog Paules Edward Pieris Deraniyagala in 1950 als Elephas maximus borneensis, met als zijn type een illustratie in National Geographic Magazine. Het werd vervolgens ondergebracht bij E. m. indicus of E. m. sumatranus. Resultaten van een in 2003 gehouden genetische analyse geeft aan dat hij zich ongeveer 300.000 jaar geleden van zijn verwanten op het vasteland scheidde. Uit een studie uit 2008 bleek dat Borneodwergolifanten niet inheems zijn op het eiland, maar dat ze er in 1521 werden gebracht door de sultan van Sulu uit Java, waar de olifanten nu uitgestorven zijn.
De Afrikaanse olifant werd voor het eerst beschreven door de Duitse natuuronderzoeker Johann Friedrich Blumenbach in 1797 als Elephas africana. Van het geslacht Loxodonta werd algemeen aangenomen dat het benoemd werd door Georges Cuvier in 1825. Cuvier spelde het eigenlijk als Loxodonte. Een anonieme auteur romantiseerde de spelling als Loxodonta en de International Code of Zoological Nomenclature erkent dit als de juiste autoriteit. In 1942 werden er 18 ondersoorten van de Afrikaanse olifant erkend door Henry Fairfield Osborn, maar morfologische gegevens deden het aantal dalen en sinds de jaren 90 worden er nog slechts twee erkend: de savanneolifant (L. a. africana) en de bosolifant (L. a. cyclotis). Die laatste is over het algemeen kleiner, heeft kleinere en meer afgeronde oren, dunnere en rechtere slagtanden, een andere vorm van kop en zijn leefgebied is beperkt tot de beboste gebieden van West- en Centraal-Afrika. Een studie uit 2000 pleitte voor de erkenning van de twee vormen in afzonderlijke soorten op basis van verschillen in de morfologie van de schedel. DNA-onderzoek gepubliceerd in 2001 en 2007 stelde ook vast dat zij verschillende soorten waren, terwijl studies in 2002 en 2005 tot de conclusie zijn gekomen dat ze dezelfde soort zijn. Een studie uit 2010 ondersteunde dan weer de aparte status. Er wordt nog steeds gedebatteerd over de kwestie. De derde editie van Mammal Species of the World beschouwt de twee vormen als volwaardige soorten en benoemt geen ondersoorten voor Loxodonta africana. Deze benadering werd niet overgenomen door het World Conservation Monitoring Centre van het VN-Milieuprogramma, noch door de IUCN, die beide L. cyclotis als synoniem zien van L. africana.
Er zijn voorts aanwijzingen dat olifanten uit West-Afrika een aparte soort vormen, maar dit wordt betwist. De dwergolifant uit het Congobekken, die door sommigen als aparte soort, Loxodonta pumilio, beschouwd worden, zijn waarschijnlijk bosolifanten, waarvan de geringe afmetingen en/of vroege volwassenheid te wijten zijn aan omgevingsfactoren.

## Evolutie en uitgestorven verwanten

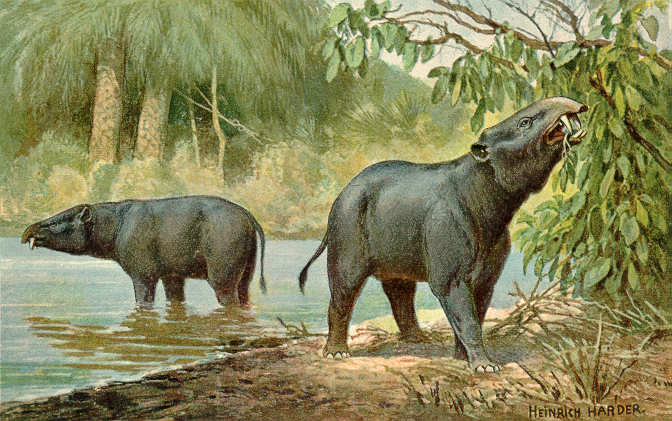
Moeritherium

Er zijn meer dan 161 uitgestorven soorten en drie grote adaptieve radiaties vastgesteld in de orde van de Proboscidea. De eerste slurfdieren, de Afrikaanse Eritherium en Phosphatherium uit het Laat-Paleoceen en Vroeg-Eoceen luidden de eerste adaptieve radiatie in. In het Eoceen kwamen Numidotherium, Moeritherium en Barytherium voor in Afrika. Deze dieren waren relatief klein en semi-aquatisch. Later ontstonden er genera zoals Phiomia en Palaeomastodon, de laatstgenoemde bewoonde waarschijnlijk bossen en bossen met een lagere dichtheid. De diversiteit van Proboscidea nam af tijdens het Oligoceen. Een opmerkelijke soort uit dit tijdperk was Eritreum melakeghebrekristosi uit de hoorn van Afrika, die een voorouder geweest zou kunnen zijn van velen latere soorten. De tweede diversificatie vond plaats tijdens het begin van het Mioceen met de verschijning van de Deinotheriidae en de mastodont. De eerstgenoemde was verwant aan Barytherium en leefde in Afrika en Eurazië, terwijl de laatstgenoemde mogelijk afstamde van Eritreum en zich verspreidde naar Noord-Amerika.
De tweede adaptieve radiatie werd vertegenwoordigd door de verschijning van de Gomphotheriidae in het Mioceen, die mogelijk zijn geëvolueerd uit Eritreum en oorspronkelijk uit Afrika komen, waarna ze zich over elk continent verspreidden, behalve Australië en Antarctica. Leden uit deze groep waren Gomphotherium en Platybelodon. De derde adaptieve radiatie begon in het late mioceen en leidde tot het ontstaan van de Elephantidae, die afstamden van de Gomphotheriidae en hen langzaam vervingen. De Afrikaanse Primelephas gomphotheroides leidde tot de Loxodonta, Mammuthus en Elephas. Loxodonta takte als eerste af, op de grens van de overgang tussen het mioceen en plioceen, terwijl Mammuthus en Elephas zich later afsplitsten tijdens het vroege plioceen. Loxodonta bleef in Afrika, terwijl Mammuthus en Elephas zich verspreidden naar Eurazië en Mammuthus Noord-Amerika bereikte. Op hetzelfde moment verspreidden de Stegodontidae, een andere groep van slurfdieren die afstamden van de Gomphotheriidae, zich door Azië, waaronder het Indische subcontinent, China, Zuidoost-Azië en Japan. Mammutidae bleven evolueren tot nieuwe soorten, zoals de Amerikaanse mastodont.

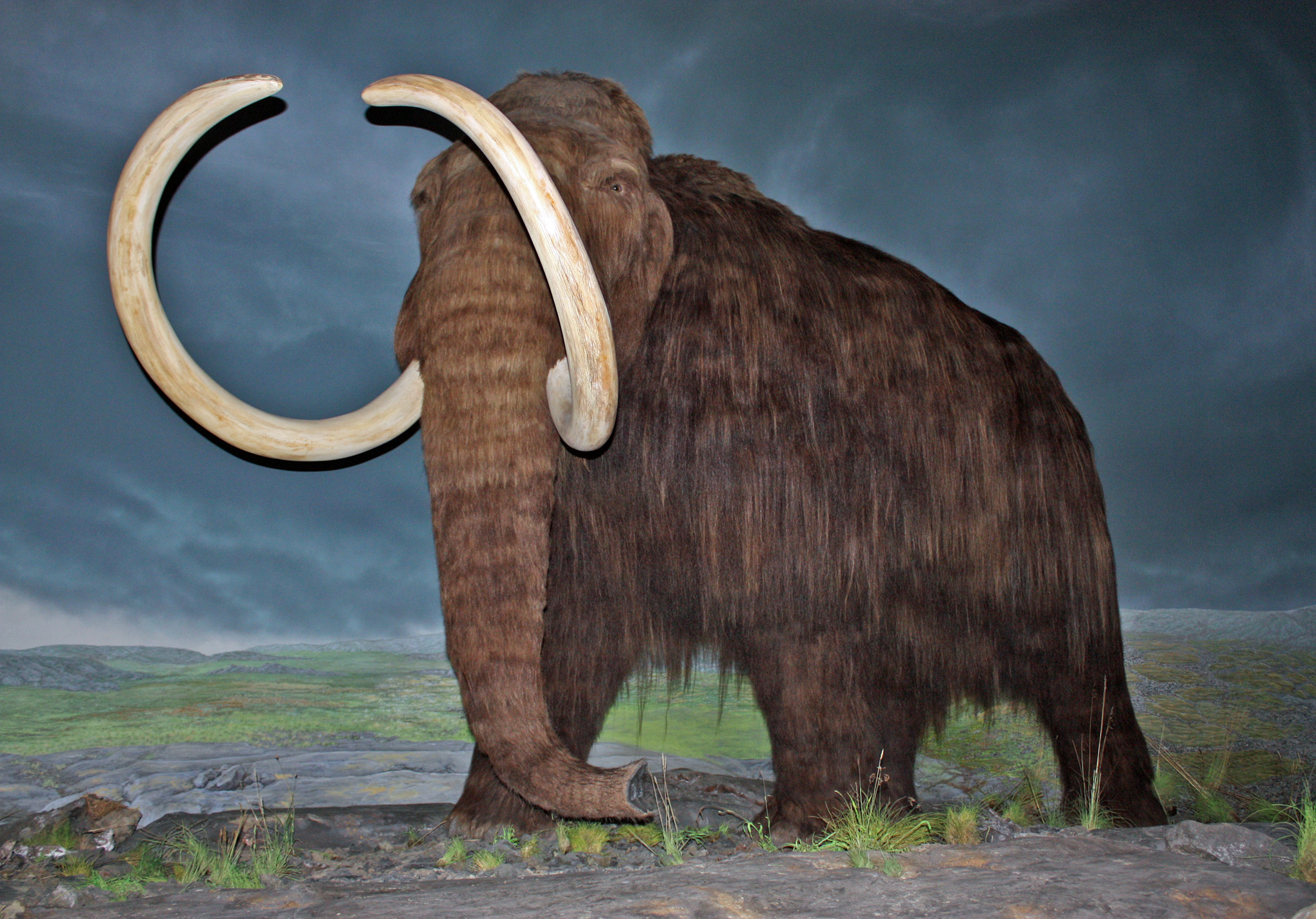
Wolharige mammoet

Aan het begin van het pleistoceen ervoeren Elephantidae een hoge hoeveelheid soortvorming. Loxodonta atlantica werd de meest voorkomende soort in Noord- en Zuid-Afrika maar werd later in het pleistoceen vervangen door Elephas iolensis. Alleen toen Elephas uit Afrika verdween, werd Loxodonta weer dominant, maar deze keer in de vorm van de moderne soort. Elephas diversifieerde in nieuwe soorten in Azië, zoals Elephas hysudricus en Elephas platycephus, waarbij de laatstgenoemde mogelijk de voorouder is van de moderne Aziatische olifant. Mammuthus evolueerde tot vele soorten zoals de welbekende wolharige mammoet. In Europa kwam in het late pleistoceen ook Palaeoloxodon antiquus voor, die het meest verwant is met de Afrikaanse bosolifant. Vermoedelijk heeft de mens een rol gespeeld in het uitsterven van deze olifantsoort. In het late pleistoceen verdwenen de meeste slurfdieren tijdens de kwartaire ijstijd, die wereldwijd meer dan 50% van de genera die meer dan 5 kilogram wogen doodde.
Slurfdieren ervoeren vele evolutionaire veranderingen, zoals een toename in grootte, dat leidde tot veel grote soorten die tot wel 4 meter hoog werden. Zoals met andere megaherbivoren, inclusief de uitgestorven Sauropoda, ontwikkelde het grote formaat van olifanten zich waarschijnlijk zodat ze konden overleven op vegetatie met een lage voedingswaarde. Hun ledematen werden langer en hun voeten korter en breder. Eerdere slurfdieren ontwikkelden langere onderkaken en kleinere crania, terwijl de meer geavanceerdere kortere onderkaken ontwikkelden, die het zwaartepunt van het hoofd verschoven. De schedel groeide groter, specifiek het cranium, terwijl de nek korter werd om betere ondersteuning aan de schedel te bieden. De toename in grootte leidde tot de ontwikkeling en verlenging van de slurf om bereik te bieden. Het aantal premolaren, snijtanden en hoektanden nam af. De wang tanden (molaren en premolaren) werden groter en gespecialiseerder. De bovenste tweede snijtanden groeiden tot slagtanden, die varieerden in vorm van recht, tot gebogen (zowel naar boven als naar onderen), tot spiraalvormig, afhankelijk van de soort. Sommige slurfdieren ontwikkelden slagtanden vanuit hun lagere snijtanden. Olifanten behouden bepaalde eigenschappen van hun aquatische voorouders zoals hun middenooranatomie en de interne testikels van de mannetjes.
Er heeft wat discussie plaatsgevonden de verwantschap tussen Mammuthus en Loxodonta of Elephas. Sommige DNA-studies suggereren dat Mammuthus nauwer verwant is aan Loxodonta, terwijl anderen erop wijzen dat dit het geval is bij Elephas. Een analyse van het complete profiel van het mitochondriale genoom van de wolharige mammoet (afgenomen in 2005) ondersteunt de hypothese dat Mammuthus meer verwant is aan Elephas. Morfologisch bewijs ondersteunt dat Mammuthus en Elephas zustertaxa zijn, terwijl vergelijkingen van de eiwitten albumine en collageen aanwijzen dat alle drie de genera even verwant zijn aan elkaar. Sommige wetenschappers geloven dat er ooit een gekloond mammoetembryo geplaatst kan worden in de baarmoeder van een Aziatische olifant.

## Intelligentie
Olifanten behoren tot de intelligentste dieren. Een groot aantal van de typische gedragspatronen van olifanten wijzen op hoge intelligentie: rouw, leren, zorgen voor andermans jongen, mimiek, kunst, spelen, humor, altruïsme, het gebruik van werktuigen, medelijden, zelfbewustzijn, geheugen en mogelijk taal.
Men zegt weleens dat iemand een olifantengeheugen heeft, en terecht, want het geheugen van een olifant is uitstekend. In het Engels zegt men wel: an elephant never forgets.

## Kenmerken

### Huid

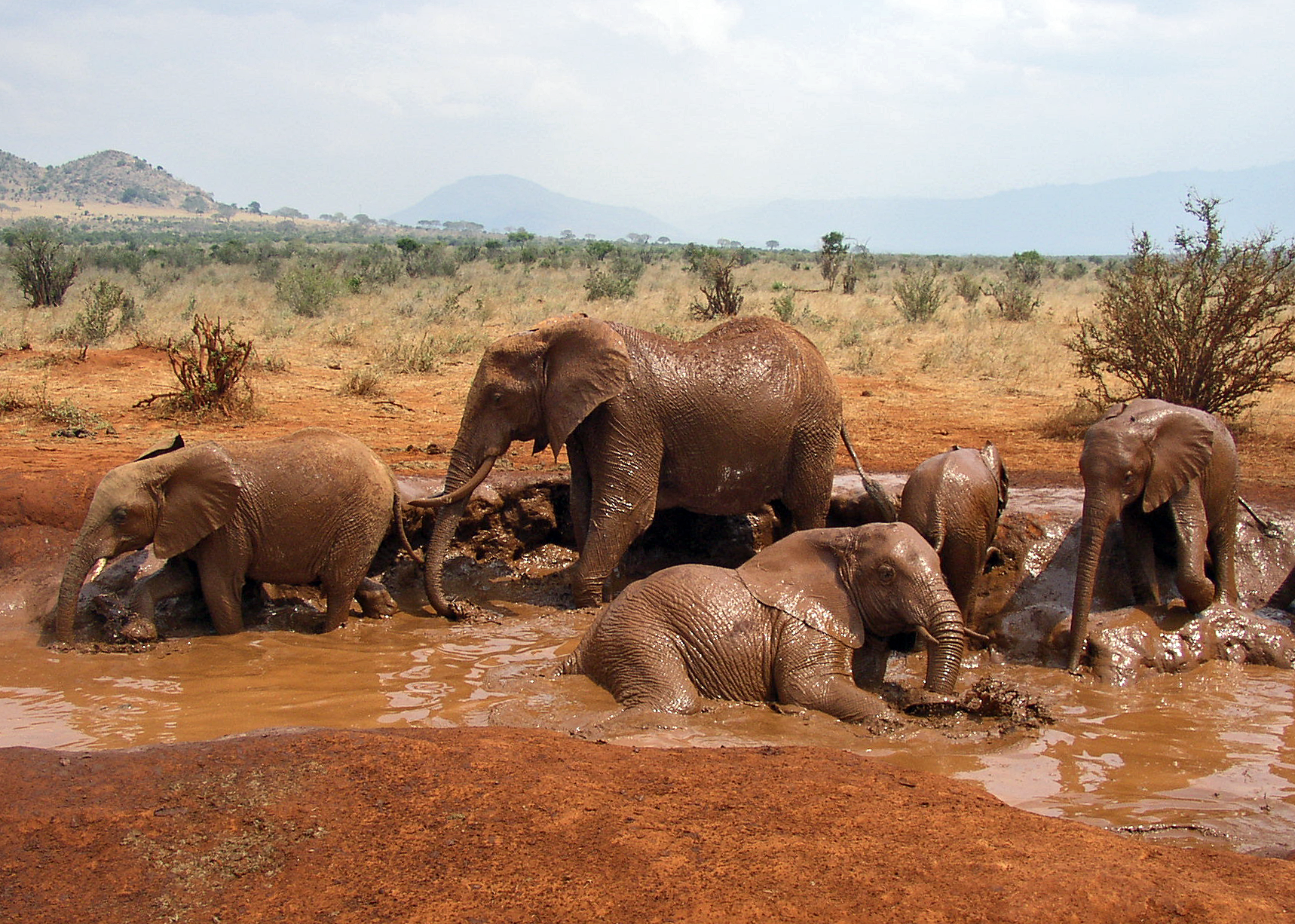
Savanneolifanten die een modderbad nemen

De huid van een olifant is over het algemeen erg ruig, zo'n 2,5 cm dik op de rug en delen van het hoofd. De olifant wordt hierom ook wel dikhuid genoemd. De huid rond de mond, anus en de binnenkant van de oren is aanmerkelijk dunner. Olifanten hebben een typische grijze huid, maar Afrikaanse olifanten zien er bruin of roodachtig uit na het zwelgen in gekleurde modder. Aziatische olifanten hebben een aantal depigmentatievlekken, in het bijzonder op het voorhoofd en de oren en de gebieden daar omheen. Kalveren hebben bruinachtig of roodachtig haar, in het bijzonder op het hoofd en op de rug. Wanneer olifanten ouder worden, wordt hun haar donkerder en dunner, maar het haar op het einde van de staart, de kin, genitaliën en de gebieden rond de ogen en ooropeningen blijft dikker. Normaal gesproken is de huid van een Aziatische olifant bedekt met meer haar dan zijn Afrikaanse tegenhanger.
Een olifant gebruikt modder als zonnebescherming, waarmee hij zijn huid tegen ultraviolet licht beschermt. Ondanks het feit dat de huid van een olifant erg dik is, is hij erg gevoelig. Zonder regelmatige modderbaden om hem te beschermen tegen verbranding, insectenbeten en vochtverlies, kan de huid van een olifant ernstige schade oplopen. Na het baden gebruikt de olifant gewoonlijk zijn slurf om stof over zijn lichaam te blazen. Dit droogt op en vormt een beschermende laag. De modder blijft later nog vooral in de rimpels van de huid hangen, wat de olifant nog een tijd fris houdt. Olifanten hebben moeite warmte te verliezen door hun huid doordat ze een lage oppervlakte-inhoudratio hebben, die vele malen kleiner is dan die van een mens. De meeste afkoeling gebeurt via de oren, die een groot oppervlakte hebben.

### Tanden
Olifanten hebben meestal 26 tanden: de snijtanden, die bekendstaan als de slagtanden, 12 premolaren en 12 molaren (kiezen). In tegenstelling tot de meeste zoogdieren die met melktanden beginnen en deze vervolgens vervangen door een enkele vaste set van volwassen tanden, zijn olifanten polyphyodonte dieren die een cyclus van tandrotatie hebben gedurende hun hele leven. De nieuwe maaltanden ontstaan in de lamina dentalis. Ze groeien aan de achterkant aan en schuiven steeds een plaats op tot ze de voorste zijn, waarna ze uitvallen om weer plaats te maken voor een nieuwe tand. Dit gebeurt ongeveer zes keer gedurende het leven van een olifant. De eerste serie tanden wordt gewisseld op twee- tot driejarige leeftijd, de tweede serie op vier tot zes jaar, de derde set op 9- tot 15-jarige leeftijd, de vierde wisseling op 18 tot 28 jaar, de vijfde keer op ongeveer 40-jarige leeftijd, en de zesde en laatste set kiezen is voor de rest van het leven.